# Hamzanama
El Hamzanama ( persa/urdu: حمزه نامه Hamzenâme, epopeya de Hamza) o Dastan-e-Amir Hamza (persa/urdu: داستان امیر حمزه Dâstâne Amir Hamze, "Aventuras de Amir Hamza") narra las hazañas legendarias de Amir Hamza Hamza ibn Abdul-Muttalib, tío de Mahoma. La mayoría de las historias son extremadamente fantasiosas, "una serie continua de interludios románticos, sucesos amenazantes, fugas estrechas y actos violentos". El Hamzanama narra las fantásticas aventuras de Hamza mientras él y su banda de héroes luchan contra los enemigos del Islam.
Las historias, de una tradición oral establecida desde hace mucho tiempo, fueron escritas en persa, el idioma de las cortes del mundo Persa, en múltiples volúmenes presumiblemente en la era de Mahmud de Ghazni. En Occidente, la obra es más conocida por el enorme manuscrito ilustrado encargado por el emperador mogol Akbar alrededor de 1562. El texto aumentó la historia, como se cuenta tradicionalmente en las representaciones de dastan. El dastan (tradición narrativa) sobre Amir Hamza persiste por todas partes hasta Bengala y Arakan (Birmania), ya que los mogoles controlaban esos territorios. La versión más larga del Hamzanama existe en urdu y contiene 46 volúmenes en aproximadamente más de 45.000 páginas.

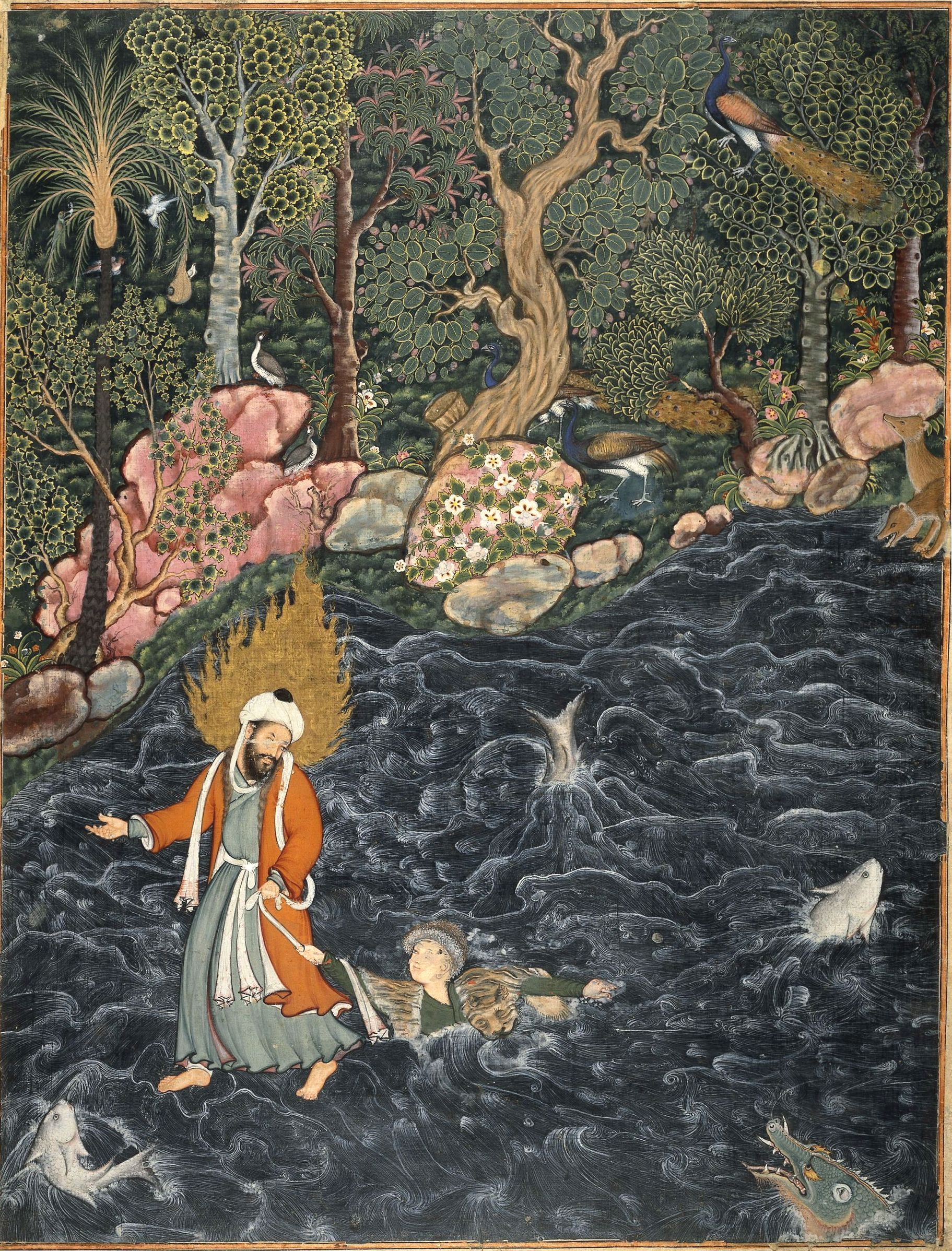
Mir Sayyid Ali, el profeta Elías (Elijah) rescata al príncipe Nur ad-Dahr de ahogarse en un río. De la copia de Akbar

## Historia: versiones y traducciones

### Orígenes iraníes
Dastan y qissa en persa significan "historia" y el género narrativo al que se refieren se remonta al Irán medieval. William L. Hanaway , que ha realizado un estudio detenido de los dastans persas, los describe como "romances populares" que fueron "creados, elaborados y transmitidos" por narradores profesionales. Al menos ya en el siglo IX, era una forma muy popular de contar historias. Los narradores de dastan contaban historias de romance heroico y aventuras, historias sobre príncipes valientes y sus encuentros con reyes malvados, campeones enemigos, demonios, magos, genios, emisarios divinos, agentes secretos engañosos llamados ayyars y hermosas princesas que podrían ser humanas o del Pari("Hada") raza. Su tema fundamental siempre fue simple: " razm o bazm ", el campo de batalla y la elegante vida cortesana, la guerra y el amor. Hanaway menciona cinco dastans principales que sobrevivieron del período presafawí (es decir, del siglo XV y antes): aquellos que crecieron alrededor de las aventuras del conquistador mundial Alejandro, el gran rey persa Darío, el tío del profeta Mahoma Hamza, el legendario rey Firoz Shah y un héroe tramposo llamado Samak el Ayyar. De todos los primeros dastans, se cree que el romance de Hamza es el más antiguo.
El romance de Hamza se remonta, o al menos afirma que se remonta, a la vida de su héroe, Hamza ibn Abdul-Muttalib, el tío paterno del Profeta, que fue asesinado en la batalla de Uhud (año 625) por un esclavo instigado por una mujer llamada Hind bint Utbah, cuyos parientes Hamzah había matado en Badr. Hind bint Utbah luego fue al campo de batalla y mutiló el cuerpo del muerto Hamzah, cortándole las orejas y la nariz, cortándole el hígado y masticándolo para cumplir el voto de venganza que ella había hecho. Más tarde, cuando el Profeta conquistó La Meca, Hind bint Utbah aceptó el Islam y fue perdonado.

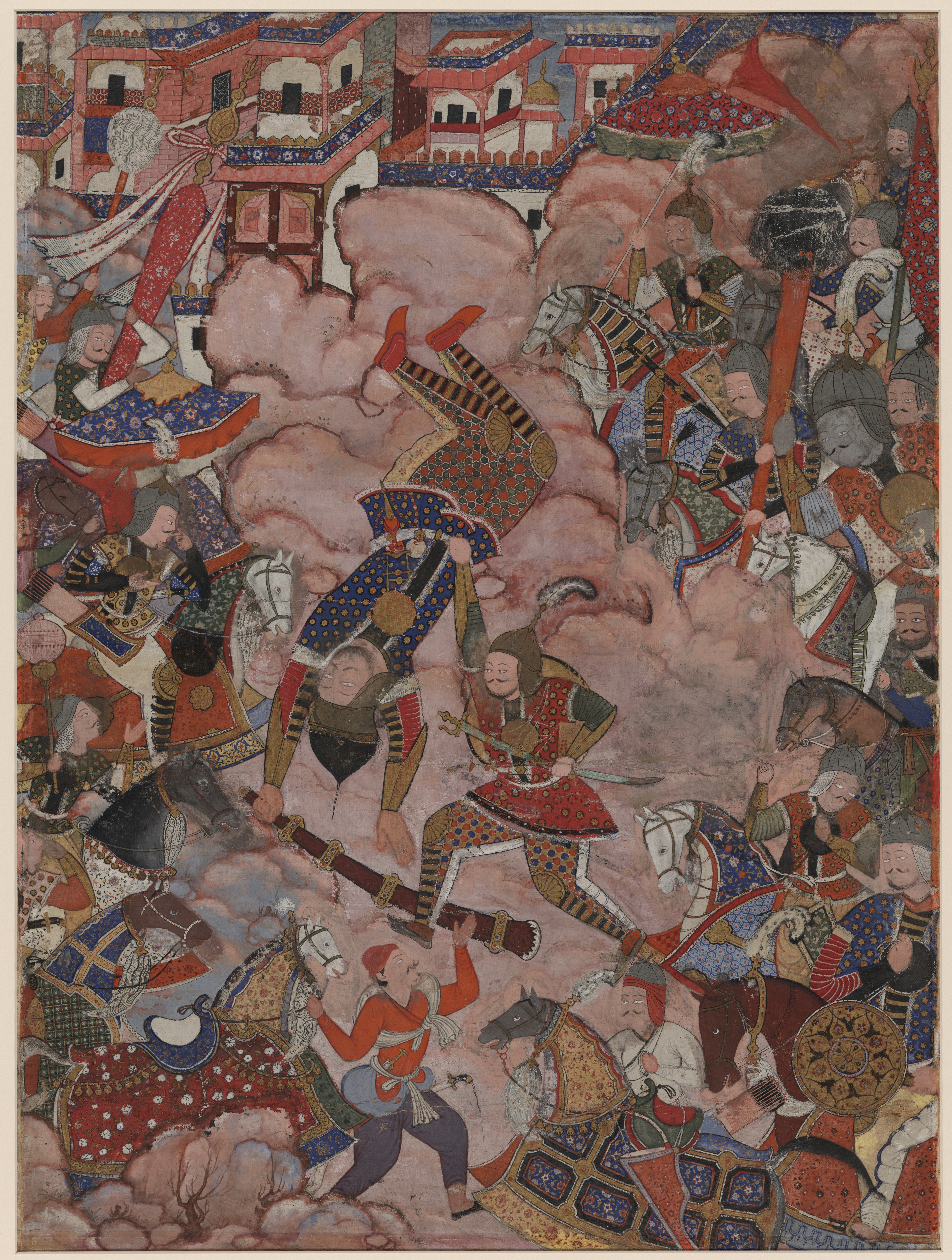
Batalla de Mazandaran, número 38 en el séptimo volumen del Hamzanama, como está inscrito entre las piernas del hombre en la parte inferior central. Los protagonistas Khwajah 'Umar y Hamzah y sus ejércitos entablan una feroz batalla. Originalmente, se representaron los rostros; estos fueron posteriormente borrados por los iconoclastas y repintados en tiempos más recientes. De la copia de Akbar

Se ha argumentado que el romance de Hamza en realidad puede haber comenzado con las aventuras de un homónimo persa del Hamza original: Hamza ibn Abdullah, un miembro de una secta islámica radical llamada Kharijites, que era el líder de un movimiento rebelde contra el califa Harun al-Rashidy sus sucesores. Este persa Hamzah vivió a principios del siglo IX y parece haber sido un rebelde atrevido cuyas coloridas hazañas dieron lugar a muchas historias. Se sabía que luchó contra el monarca califa abasí y se dice que los guerreros locales de Sistan, Makran, Sindh y Khorasan se unieron a él en la batalla, que duró hasta la muerte del califa. Después de lo cual Hamza se fue, inexplicablemente, a Sarandip (Ceilán) y China, dejando atrás 5000 guerreros para proteger a los impotentes contra los poderosos. Sus discípulos escribieron el relato de sus viajes y expediciones en un libro Maghazi-e-Amir Hamza , que fue la fuente original de Dastan-e-Amir Hamza. A medida que circularon estas historias, finalmente se transfirieron al anterior Hamza, que era un campeón musulmán ortodoxo aceptable para todos.
El Zubdat ur-rumuz del siglo XVII presenta en realidad dos historias de origen conflictivas. La primera es que después de la muerte de Hamza, las mujeres que vivían cerca de la casa del Profeta contaron anécdotas de alabanza para llamar la atención del Profeta, y que Masud Makki produjo la primera versión escrita de estas historias para desviar a los mecanos de su hostilidad hacia el Profeta. La segunda fue que los cortesanos sabios idearon el romance para curar una fiebre cerebral que padecía uno de los califas abasíes. La versión indo-persa de 1909 también da dos fuentes contradictorias. La primera es que el dastan fue inventado por Abbas, su sobrino, quien solía contárselo al Profeta, para animarlo con historias de la gloria de su otro tío. El segundo es que el dastan fue inventado durante el reinado de Muawiyah I (661-79) para mantener viva la lealtad a la familia del Profeta entre la gente, a pesar de la hostilidad y la difamación oficiales.
En su estudio de la epopeya árabe, Malcolm Lyons [7] analiza Sirat Hamzat al-Pahlawan, que es un ciclo paralelo de la naturaleza de Amir Hamza en árabe con similitudes de nombres y lugares como Anushirwan que corresponde a Nausheravan, el visir Buzurjmihr que es sinónimo de Buzurjmehr, la capital persa Midan y también genio de Jabal Qaf. Pero es difícil probar quién ha pedido prestado a quién.
La historia de Hamza pronto creció, se ramificó, viajó y se extendió gradualmente por inmensas áreas del mundo musulmán. Fue traducido al árabe; hay una versión georgiana del siglo XII y una versión turca del siglo XV de veinticuatro volúmenes. También existe en versiones malaya y javanesa del siglo XVI, y también en versiones balinesas y sudanesas. Además, incluso en Irán, la historia siguió desarrollándose con el tiempo: a mediados del siglo XIX, el romance de Hamza había crecido hasta tal punto que se imprimió en una versión de unas mil doscientas páginas muy grandes. En ese momento, el dastan a menudo se llamaba Rumuz-e Hamza (Las sutilezas de Hamza). Y para entonces, el romance de Hamza también se había hecho visible en la India.

### Evolución de las versiones indias: persa

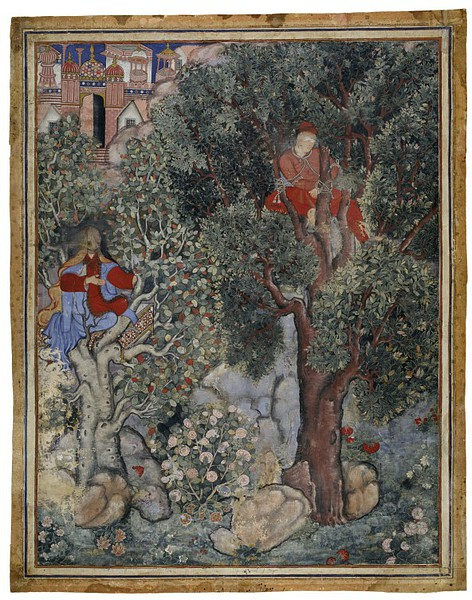
Esta ilustración muestra a la bruja Anqarut con el disfraz de una hermosa joven, que espera seducir al apuesto rey Malik Iraj, a quien ha capturado y atado a un árbol, de la copia de Akbar.

Annemarie Schimmel juzga que la historia de Hamza “debe haber sido popular en el subcontinente indio desde los días de Mahmud de Ghazni a principios del siglo XI. Sin embargo, la evidencia sólida más temprana parece ser un conjunto de pinturas de finales del siglo XV que ilustran la historia; estos fueron ejecutados de forma tosca, posiblemente en Jaunpur, quizás para un mecenas no muy rico.
En 1555, Babur notó con desaprobación que la principal figura literaria de Khurasan había "perdido el tiempo" recientemente componiendo una imitación del ciclo. El gran emperador Akbar (1556-1605), lejos de compartir la actitud de su abuelo, concibió y supervisó la inmensa tarea de ilustrar todo el romance. Como nos dice el cronista de la corte de Akbar, las aventuras de Hamza fueron "representadas en doce volúmenes, y los pintores inteligentes hicieron las ilustraciones más asombrosas de no menos de mil cuatrocientos pasajes de la historia". El manuscrito ilustrado así creado se convirtió en el logro supremo del arte mogol: "De todo el botín que Nadir Shah se llevó de Delhi en 1739 (incluido el Trono del Pavo Real), fue solo el Hamza-nama, 'pintado con imágenes que desafían la imaginación', que el Emperador Muhammad Shah suplicó que regresara".
La historia de Hamza también dejó huellas en Deccan. Un narrador de romance persa, Haji Qissah-Khvan Hamadani, registra su llegada en 1612 a Hyderabad, en la corte del sultán Abdullah Qutb Shah (1611-72) de Golconda. El Haji escribe: “Había traído conmigo varios manuscritos del Rumuz-e Hamza. Cuando los presenté al servicio del rey, se me ordenó: 'Prepara un resumen de ellos'. Obedeciendo a esta orden se ha elaborado este libro Zubdat ur-rumuz (La crema de los Rumuz) ”. Sobreviven al menos otros dos manuscritos indopersas de Hamza del siglo XVII, fechados en 1096 [1684-5] y 1099 [1687-8], así como varios sin fecha y posteriores.
En el transcurso de innumerables narraciones ante un público fiel, la historia de la Hamzah del Indo-Persa parece haber crecido en general más larga y más elaborada a lo largo de los siglos XVII y XVIII. En el siglo XVIII, la historia de Hamza era tan conocida en la India que inspiró una imitación local indo-persa, el enorme Bostan-e Khiyal (Jardín de "Khiyal") de Mir Muhammad Taqi. Sin embargo, en el siglo XIX, el persa como lengua india estaba en un lento declive, ya que su lugar político y cultural estaba siendo ocupado por las lenguas modernas en rápido desarrollo. Es en estos idiomas que el dastan encontró un ambiente hospitalario para sobrevivir y florecer.

### Evolución de las versiones indias: urdu

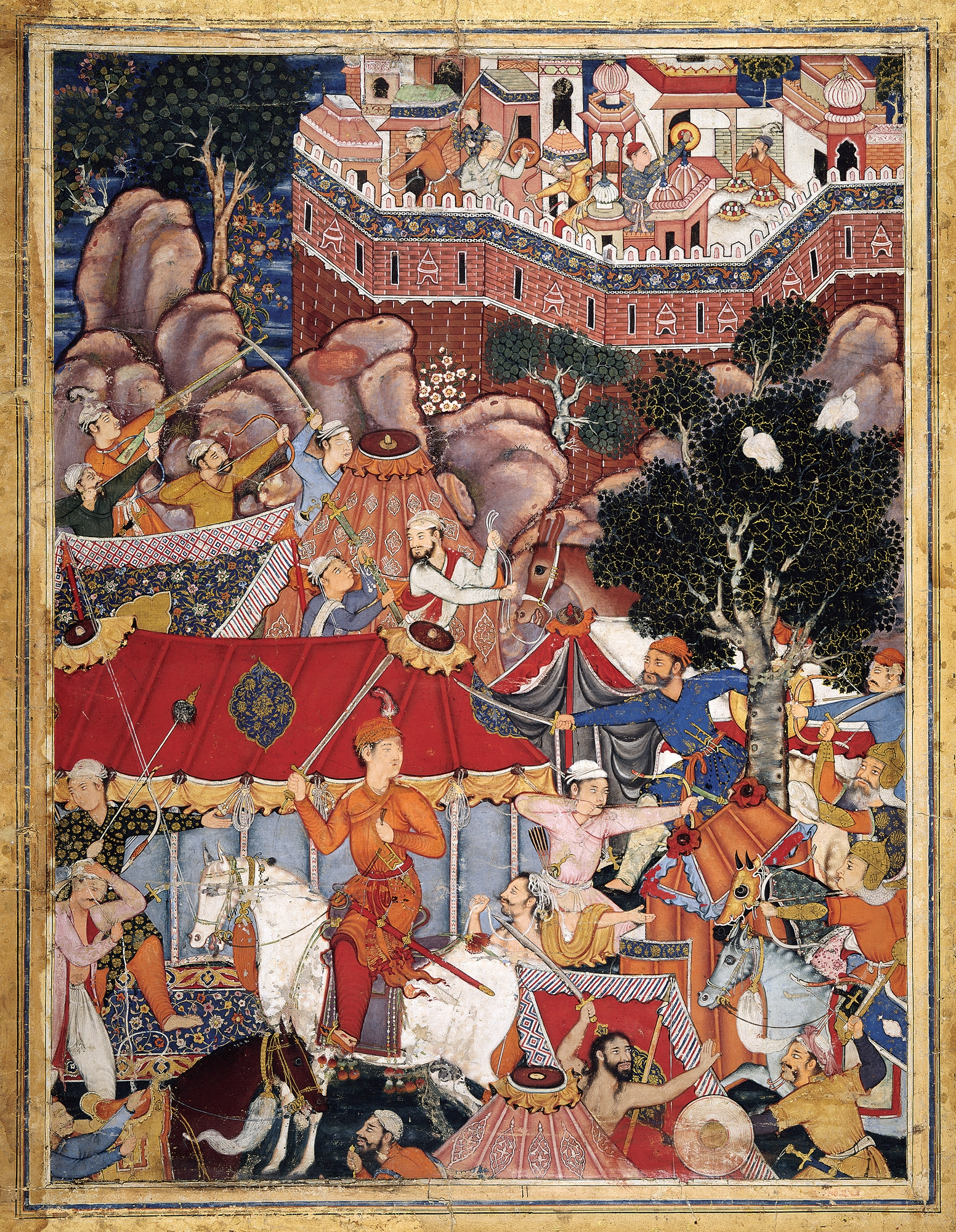
Assad Ibn Kariba lanza un ataque nocturno al campamento de Malik Iraj.

El romance de Hamza se extendió gradualmente, generalmente en sus formas más breves y menos elaboradas, en varios de los idiomas modernos del sur de Asia. El pashto y el sindhi fueron particularmente hospitalarios con la historia de Hamza, y al menos en pashto continúa floreciendo hoy, con versiones impresas de panfletos que se están produciendo. En bengalí era popular entre los musulmanes ya en el siglo XVIII, en un largo romance en verso llamado Amirhamjar puthi, que sus autores, Fakir Garibullah y Saiyad Hamja, describieron como una traducción del persa. Este romance se imprimió repetidamente en forma de panfleto en el siglo XIX, e incluso ocasionalmente en el XX. También se produjeron varias versiones en hindi, pero sobre todo, la historia de Hamza floreció en urdu.
El primer recuento de Hamza en urdu existe en una versión en prosa de Dakhani tardía llamada Qissa-e jang-e amir Hamza (Qissa de la guerra de Amir Hamza) (1784). Se sabe muy poco sobre los antecedentes de este trabajo. Probablemente fue traducido de un texto persa. En 1801, Khalil Ali Khan Ashk, miembro del departamento indostaní del famoso Fort William College de Calcuta, compuso la primera versión impresa del dastan en urdu: el Dastan-e amir Hamza de 500 páginas, que consta de veintidós dastans, o capítulos, agrupados en cuatro "volúmenes".
Ashk afirma que la historia que cuenta se remonta a la época de Mahmud de Ghazni, a principios del siglo XI; lo cual implica que su texto actual es una traducción, o al menos una interpretación, del texto escrito, presumiblemente persa, que los distinguidos narradores de dastan de la corte de Mahmud establecieron por primera vez. Ashk también afirma que sus fuentes, los narradores de la corte de Mahmud, compilaron catorce volúmenes de las aventuras de Hamza. Sin embargo, no tenemos evidencia de que Mahmud de Ghazni alguna vez patrocinara la producción de tal trabajo. Gyan Chand Jain piensa que Ashk de hecho basó su versión en el Dakhani Qissa-e jang-e amir Hamza porque su trama concuerda en muchos detalles importantes con el primer persa Qissa-e Hamza , aunque no está de acuerdo en muchos otros.
Sin embargo, la versión más popular del dastan en urdu fue la de Aman Ali Khan Bahadur Ghalib Lakhnavi publicada por Hakim Mohtasham Elaih Press, Calcuta en 1855. En la década de 1860, una de las primeras publicaciones de Munshi Nawal Kishore, el legendario editor de Lucknow, era Dastan-e amir Hamza de Ashk. Nawal Kishore finalmente reemplazó la versión de Ashk con un Dastan-e amir Hamza revisado y mejorado (1871), explicando al público que la versión Ashk se vio empañada por sus "modismos arcaicos y estilo intrincado". Munshi Nawal Kishore encargó a Maulvi Syed Abdullah Bilgrami que revisara la traducción de Ali Khan Bahadur Ghalib y la publicó en 1871. Esta versión resultó extraordinariamente exitosa. Es casi seguro que la versión de Bilgrami se ha reimpreso con más frecuencia y se ha leído más ampliamente que cualquier otra en urdu. En 1887, Syed Tasadduq Husain, corrector de pruebas de Nawal Kishore Press, revisó y embelleció esta edición. En el siglo XX, Abdul Bari Aasi reorganizó esta versión eliminando todas las coplas y atenuando las escenas melodramáticas.
Debido a la popularidad de las versiones Ashk y Bilgrami en urdu, Nawal Kishore también presentó en 1879 una obra homóloga en hindi llamada Amir Hamza ki dastan, de Pandits Kalicharan y Maheshdatt. Esta obra fue toda una empresa por derecho propio: 520 páginas grandes de escritura devanagari tipográfica, en una prosa adornada no con elegantes expresiones persas sino con sánscritismos exactamente comparables, y entremezclada no con formas de verso persa sino con formas indias como kavitt, soratha, y chaupai. El Amir Hamza ki dastan, con su asimilación de un contenido altamente islámico en una forma conscientemente sánscrita, ofrece un fascinante vistazo temprano del desarrollo del hindi. Los herederos de Nawal Kishore aparentemente publicaron una versión hindi de 662 páginas del dastan hasta 1939.
Durante este mismo período, Nawal Kishore agregó una tercera versión de la historia de Hamza: una versión en verso del romance, un nuevo masnavi de Tota Ram Shayan llamado Tilism-e shayan ma ruf bah dastan-e amir Hamza publicado en 1862. Con 30.000 líneas, fue el masnavi en urdu más extenso jamás escrito en el norte de la India, con la excepción de las versiones de Las mil y una noches. Sin embargo, se dice que Shayan lo compuso en solo seis meses. Esta versión también aparentemente encontró una buena venta, ya que en 1893 Nawal Kishore la estaba imprimiendo por sexta vez.
En 1881, Nawal Kishore finalmente comenzó a publicar su propia y elaborada serie Hamza de varios volúmenes. Contrató a Muhammad Husain Jah, Ahmad Husain Qamar y Tasadduq Husain, los narradores de dastan más famosos de Lucknow, para componer las historias. Esta versión del Dastan-e amir Hamza fue un logro extraordinario: no solo la gloria suprema de la tradición Urdu dastan, sino también seguramente el ciclo de romance individual más largo de la literatura mundial, ya que los cuarenta y seis volúmenes promedian 900 páginas cada uno. La publicación del ciclo comenzó con los primeros cuatro volúmenes de Tilism-e hoshruba ("El Tilismo deslumbrante") de Muhammad Husain Jah; estos volúmenes se publicaron entre 1883 y 1890, después de lo cual Jah tuvo diferencias con Nawal Kishore y dejó la Prensa. Estos cuatro volúmenes de Jah resultaron inmensamente populares y todavía se consideran el corazón del ciclo. Después de Jah, los dos principales arquitectos del ciclo, Ahmad Husain Qamar (diecinueve volúmenes) y Tasadduq Husain (diecinueve volúmenes) se hicieron cargo de la obra desde 1892 hasta su finalización hacia 1905.
Estos escritores no eran los creadores originales de los cuentos y cuando Nawal Kishore Press comenzó a publicarlos, ya habían evolucionado en su forma y estructura. Como estos dastans estaban destinados principalmente a la interpretación oral, los narradores agregaron colores locales a estos cuentos. La narración se había convertido en un oficio popular en la India en el siglo XIX. Los narradores narraron sus largas y sinuosas historias de suspenso, misterio, aventura, magia, fantasía y lo maravilloso en una para sus inquisitivas audiencias. Cada día, la sesión terminaba en un punto en el que el público curioso se preguntaba qué sucedió a continuación. Algunos de los narradores más famosos de Hamza dastan fueron Mir Ahmad Ali (perteneció a Lucknow pero luego se mudó a Rampur), Mir Qasim Ali, Hakim Sayed Asghar Ali Khan (fue a  Rampur durante el trabajo de Nawab Mohammad Saeed Khan i.e. 1840–1855), Zamin Ali Jalal Lucknowi, Munshi Amba Prasad Rasa Lucknowi (discípulo de Mir Ahmad Ali que posteriormente se convirtió al islam y fue recristianizado como Abdur Rahman), su hijo Ghulam Raza, Haider Mirza Tasawwur Lucknowi (discípulo de Asghar Ali), Haji Ali Ibn Mirza Makkhoo Beg, su hijo Syed Husain Zaidi y Murtuza Husain Visaal.
La disposición final del ciclo fue en ocho daftar o secciones. Los primeros cuatro daftar: el Naushervan nama (El libro de Naushervan) en dos volúmenes; el Kochak bakhtar de un volumen (El Occidente Menor); el Bala bakhtar de un volumen (El Alto Oeste); y los dos volúmenes Iraj nama (El libro de Iraj) - estaban más cerca del romance persa y estaban vinculados más directamente a las propias aventuras de Hamza, especialmente las de la primera parte de su vida. Luego vino el quinto daftar, el propio Tilism-e hoshruba, iniciado por Jah (cuatro volúmenes) y completado por Qamar (tres volúmenes). Los tres daftar restantes, aunque constituyen la mayor parte del ciclo en cantidad, enfatizan las aventuras de los hijos y nietos de Hamza, y generalmente son de menor excelencia literaria. Aunque ninguna biblioteca en el mundo tiene un conjunto completo de los cuarenta y seis volúmenes, un conjunto de microfilmes en el Centro de Bibliotecas de Investigación de Chicago está a punto de completarse.
Este inmenso ciclo se reivindica como una traducción de un original persa (mítico) escrito por Faizi, una de las grandes figuras literarias de la corte de Akbar; esta afirmación se hace repetidamente en los frontispicios, y aquí y allá dentro del texto. Al igual que este supuesto original persa, la versión en urdu contiene exactamente ocho daftar , aunque a medida que el ciclo del urdu creció, el octavo daftar tuvo que hacerse más y más largo hasta que contuviera veintisiete volúmenes.
Este asombroso tesoro del romance, que en su mejor forma contiene algunas de las mejores prosa narrativas jamás escritas en urdu, se considera el deleite de su época; muchos de sus volúmenes se reimprimieron una y otra vez, hasta bien entrado el siglo XX. Aunque hacia finales del siglo XIX los dastans habían alcanzado un pico extraordinario de popularidad, el destino de la literatura dastans estaba sellado en el primer cuarto del siglo XX. En el momento de la muerte del gran narrador de dastán Mir Baqir Ali en 1928, los volúmenes de dastán estaban siendo rechazados por la élite educada a favor de las novelas en urdu e hindi, muchas de las cuales eran de hecho muy parecidas al dastán.

### Traducciones modernas
Se han publicado dos traducciones en inglés basadas en la versión de The Ghalib Lakhnavi y Abdullah Bilgrami (1871) publicada por la prensa Munshi Nawal Kishore. La primera es una traducción abreviada llamada The Romance Tradition in Urdu por Frances Pritchett de la Universidad de Columbia. Está disponible en una versión ampliada en el sitio web del traductor.  En 2008 Musharraf Ali Farooqi, un autor paquistaní-canadiense, tradujo la versión de Lakhnavi / Bilgrami al inglés como Las aventuras de Amir Hamza: Señor de la conjunción planetaria auspiciosa. Le tomó siete años traducir esta aventura de mil páginas. Farooqi ha realizado una traducción muy cercana del texto sin abreviar los ornamentados pasajes.
Un autor paquistaní, Maqbool Jahangir, escribió Dastan-e-Amir Hamza para niños en idioma urdu. Su versión contiene 10 volúmenes y fue publicada por Ferozsons Publishers.

## Sinopsis

### Dastan-e-Amir Hamza
La colección de historias de Hamza comienza con una breve sección que describe los eventos que prepararon el escenario para la aparición del héroe central. En este caso, el lugar es Ctesiphon (Madain) en Irak, y el protagonista inicial es Buzurjmehr, un niño de ascendencia humilde que muestra una notable capacidad para descifrar escrituras antiguas y una gran perspicacia en los asuntos políticos. Por suerte y un diseño calculado, Buzurjmehr desplaza al visir actual y se une primero al rey reinante, Kobad, y luego a su sucesor, Naushervan.
Personajes del Hamzanama
Personaje	Descripción
Amir Hamza	Tío paterno de Muhammad .
Qubad Kamran	El rey de Irán
Alqash	Gran ministro de Qubad Kamran y astrólogo
Khawaja Bakht Jamal	Un descendiente del Profeta Daniel (no en realidad) que sabe de astrología y se convirtió en maestro y amigo de Alqash.
Bozorgmehr hijo de Khawaja Bakht Jamal, un astrólogo muy sabio, noble y talentoso que se convirtió en Gran Ministro de Qubad Kamran.
No obstante, se ha sembrado una amarga rivalidad, ya que la viuda del malvado visir muerto tiene un hijo al que llama Bakhtak Bakhtyar, y él a su vez se convierte en una némesis de por vida tanto de Hamza como de Buzurjmehr. Este último pronto le relata una visión a Naushervan de que un niño todavía en embrión en Arabia eventualmente provocará su caída; Naushervan responde a la manera de Herodes, enviando a Buzurjmihr a Arabia con la orden de matar a todas las mujeres embarazadas. Emergiendo ilesos de esta terrible amenaza están Hamza y Amar Umayya, quien está destinado a ser el fiel compañero de Hamza. A diferencia de la mayoría de los héroes persas, Hamza no es hijo de la realeza, pero no obstante es de alta cuna, hijo del jefe de La Meca. Un horóscopo auspicioso le augura un futuro ilustre. Hamza muestra una temprana aversión a la adoración de ídolos, y con la ayuda de un instructor sobrenatural, desarrolla un dominio precoz de diversas artes marciales. Pronto hace un buen uso de estas habilidades, derrotando a guerreros advenedizos en combates individuales, evitando que el ejército yemení intercepte el tributo a Naushervan y defendiendo La Meca de enemigos depredadores, pero no religiosos. Naushervan se entera de estas diversas hazañas e invita a Hamza a su corte, donde le promete a su hija Mihr Nigar en matrimonio. La chica está encantada con este partido, porque siempre ha anhelado a Hamza y ha tenido una velada conmovedora pero casta con él e invita a Hamza a su corte, donde le promete a su hija Mihr Nigar en matrimonio. 
Primero, sin embargo, Naushervan envía a Hamza a Ceilán para defenderse de una amenaza de Landhaur, y de allí a Grecia, donde Bakhtak Bakhtyar ha envenenado insidiosamente a los reyes en su contra. Hamza, por supuesto, demuestra su valía en estas y otras pruebas, pero su matrimonio con Mihr Nigar se ve interrumpido por el traicionero Gostaham, que arregla sus nupcias con otro. Hamza resulta gravemente herido en la batalla con Zubin, el futuro novio de Mihr Nigar, y es rescatado por el vazir del rey pari Shahpal, gobernante del reino de Qaf. A cambio de este acto de bondad, Hamza acepta galantemente someter a los rebeldes Devs con orejas de elefante que se han apoderado del reino de Shahpal. Toda la expedición a Qaf durará dieciocho días, y Hamza insiste en cumplir esta deuda de honor antes de su boda. Sin embargo, está destinado a ser detenido en Qaf no durante dieciocho días,
En este punto, la forma de la historia cambia radicalmente: las aventuras tienen lugar simultáneamente en Qaf y en la tierra, y el dastan avanza y retrocede al informarlas. Mientras Hamza en Qaf está matando a Devs, tratando de lidiar con la poderosa hija de Shahpal, Asman Pari, con quien se ha visto obligado a casarse, y buscando desesperadamente formas de volver a casa, Amar en el mundo (humano) mantiene unidas a las fuerzas de Hamza, moviéndose desde el fuerte. fuerte, y tratando de defender a Mihr Nigar de los esfuerzos de Naushervan por recuperarla.
Mientras Hamza y sus aliados navegan por varios bancos de intrigas cortesanas, también libran una guerra prolongada contra los infieles. Aunque el objetivo aparente de estos conflictos es erradicar la idolatría y convertir a los oponentes al islam, este último suele relacionarse con poca fanfarria al final del episodio. Los campeones a menudo proclaman su fe en Alá cuando se lanzan al campo de batalla y, a veces, reprochan a los incrédulos por no comprender que el éxito militar pasado de los musulmanes es una prueba prima facie de la rectitud de su causa.
Después de dieciocho años, mucho sufrimiento y más intervención divina, Hamza finalmente escapa de Qaf; regresa a casa y se reencuentra con sus leales compañeros. En la escena más larga y elaborada del dastan, se casa con el fiel Mihr Nigar. Pero a estas alturas, la historia está llegando a su fin. Aproximadamente dos quintas partes del texto tratan de los primeros años de Hamza, aproximadamente dos quintas partes de los años en Qaf y solo una quinta parte del tiempo después de su regreso. Los años restantes de la larga vida de Hamza están llenos de actividad; parte de ella es fructífera, pero por lo general de una manera equívoca. Hamza y Mihr Nigar tienen un hijo, Qubad, que muere a una edad temprana; poco después, la propia Mihr Nigar muere.
Hamza, angustiado, jura pasar el resto de su vida cuidando su tumba. Pero sus enemigos lo persiguen allí, lo secuestran y lo atormentan; sus viejos compañeros se unen para rescatarlo, y su antigua vida lo reclama. Lucha contra Naushervan y otros, viaja, tiene aventuras, se casa con una serie de esposas. Sus hijos y nietos de varias esposas aparecen uno por uno, realizan hazañas heroicas y con frecuencia mueren jóvenes. Él y Amar tienen una pelea breve pero traumática. Hacia el final de su vida debe entrar en las Regiones Oscuras, persiguiendo una serie de reyes caníbales espantosos; mientras que sus incursiones son incitadas directamente por Naushervan, el propio acto de canibalismo vicario de Amar también parece estar implicado de alguna manera. Casi todo el ejército de Hamza se pierde en las Regiones Oscuras, y regresa en un estado de dolor y desolación. Finalmente, es convocado por el Profeta, su sobrino, de regreso a La Meca para rechazar un ataque de los ejércitos infieles masivos del mundo. Lo consigue, perdiendo a todos sus compañeros excepto a Amar en el proceso, pero muere a manos de la mujer Hindah, cuyo hijo había matado. Ella devora su hígado, corta su cuerpo en setenta pedazos y luego acepta apresuradamente el Islam para salvarse. El Profeta y los ángeles oran por cada parte del cuerpo, y Hamzah es recompensado con el alto rango celestial de Comandante de los Fieles.

### Tilism-e hoshruba

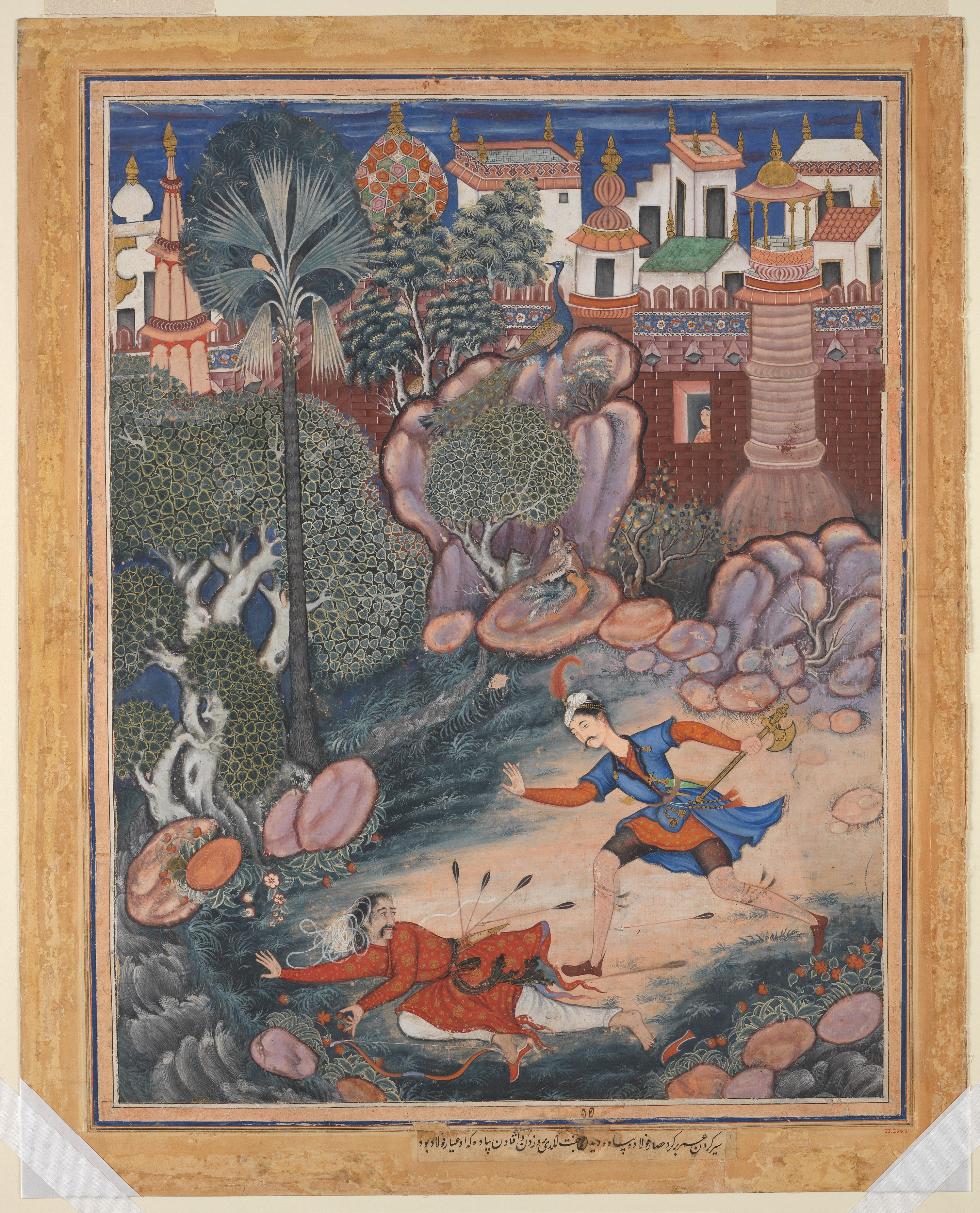
La pintura muestra a un espía devoto llamado Umar contratado por Hamza, quien descubre un camino oculto hacia el Castillo de Furad.

En esta nueva historia, las aventuras de Amir Hamza lo llevan a Hoshruba, un mundo mágico o "tilismo". El tilismo de Hoshruba fue conjurado por hechiceros desafiando a Alá y las leyes del mundo físico. Sin embargo, al ser una creación mágica, Hoshruba no es un mundo permanente. En el momento de su creación, se nombró a una persona que desentrañaría este mundo mágico en un momento determinado utilizando la llave de tilismo. Con el paso del tiempo, se olvidó el paradero de la llave del tilismo, y el usurpador Afrasiyab se convirtió en el Maestro del Tilismo y Emperador de los Hechiceros. Afrasiyab y su hechicera, la emperatriz Heyrat, gobernaron las tres regiones de Hoshruba llamadas Zahir el Manifiesto, Batin el Oculto y Zulmat el Oscuro, que contenían innumerables dominios y pequeños tesoros gobernados por reyes hechiceros y reinas hechiceras.
El emperador Afrasiyab estaba entre los siete hechiceros inmortales de Hoshruba que no podían morir mientras sus homólogos vivieran. Su fortuna llegó a revelarse en las palmas de sus manos. Su mano izquierda le advirtió de los momentos desfavorables y la mano derecha reveló los auspiciosos. Cada vez que alguien gritaba su nombre en el tilismo, la magia de Afrasiyab lo alertaba de la llamada. Poseía el Libro de Sameri que contenía un relato de cada evento dentro y fuera del tilismo. Afrasiyab usó un espejo mágico que proyectaba su cuerpo en su corte durante su ausencia, y muchos dobles mágicos que lo reemplazaron cuando estaba en peligro inminente. Además de hechiceros y hechiceras, el emperador también comandaba esclavos mágicos y esclavas mágicas que luchaban bajo sus órdenes y realizaban todas y cada una de las tareas asignadas.
Cuando el tiempo de Hoshruba se acercaba a su fin, el emperador Afrasiyab resolvió defender su imperio y su tilismo, y frustrar al conquistador del tilismo cuando apareciera. La historia de Hoshruba comienza donde el dios falso Laqa, un gigante negro como la boca de veinticinco metros de altura y uno de los principales enemigos de Amir Hamza, huye después de sufrir una nueva derrota a manos de Amir Hamza. Él y sus seguidores llegan cerca de Hoshruba y solicitan la ayuda del Emperador de los Hechiceros.
En poco tiempo, los ejércitos de Amir Hamza que persiguen a Laqa se encuentran en guerra con Afrasiyab y su ejército de hechiceros. Cuando estallan las hostilidades, el nieto de Amir Hamza, el príncipe Asad, es el conquistador designado del territorio de Hoshruba. El príncipe Asad se pone a la cabeza de un magnífico ejército para conquistar Hoshruba. Con él se encuentran cinco embaucadores incomparables encabezados por el príncipe de los embaucadores, el incomparable Amar Ayyar, cuyo ingenio nativo y maravillosos talentos están a la altura de los hechizos de hechicero más poderosos.
Al enterarse de la entrada del príncipe Asad en el tilismo con su ejército, Afrasiyab envía a varios hechiceros y cinco hermosas chicas embaucadoras para frustrar su misión. Cuando las chicas tramposas secuestran al príncipe, Amar Ayyar y su banda de inadaptados continúan la misión del conquistador del tilismo con la ayuda de la hermana de Heyrat, Bahar Jadu, una poderosa hechicera del tilismo, a quien Afrasiyab había desterrado de su corte para complacer a su esposa.

## Influencia cultural

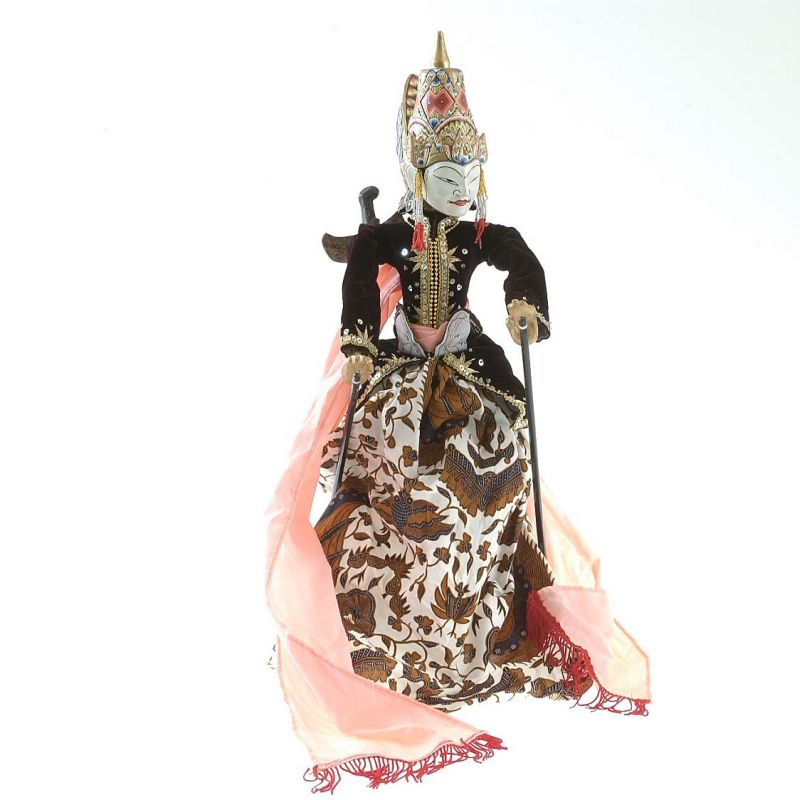
Una marioneta indonsia wayang de Amir Hamzah, también denominado Wong Agung Jayeng Rana

La inmensa popularidad del dastan tuvo un efecto duradero en otras formas de narrativas de ficción. Las primeras novelas en urdu, así como en hindi, a menudo no parecen más que formas simplificadas o simplificadas de dastans. El Chandrakanta y el Chandrakanta Santati de Babu Devaki Nandan Khatri y el Fasana-e-Azad de Ratan Nath Dhar Sarshar sólo son los dos ejemplos más destacados de este género. Chandrakanta tiene la influencia directa de los dastans, como lo demuestra el caso del protagonista epónimo Chandrakanta, que está atrapado en la superstición y la presencia de ayyars notables. El dastan también influyó en Munshi Premchand (1880-1936) quien quedó fascinado y luego inspirado por las historias de Tilism-e hoshruba que escuchó en el estanco en su infancia. Las convenciones de la narrativa dastan también condicionaron el teatro urdu: el tramposo Ayyar, amigo permanente de Hamza proporcionó la convención del compinche [cómico] del héroe que culminó en el cine hindi de los sesenta.
La historia también se representa en el teatro de marionetas de Indonesia , donde se llama Wayang Menak . Aquí, Hamza también se conoce como Wong Agung Jayeng Rana o Amir Ambyah.
El exalumno de Frances Pritchett en la Universidad de Columbia, Pasha Mohamad Khan, que actualmente enseña en la Universidad de McGill, investiga qissa/dastan (romances) y el arte de dastan-goi (contar historias), incluido el Hamzanama.

## Copia ilustrada: manuscrito de Akbar
Aunque el primer emperador mogol, Babur, describió al Hamzanama como "una mentira larga e inverosímil; opuesta al sentido y la naturaleza", su nieto Akbar, que llegó al trono a la edad de catorce años, lo disfrutó enormemente. Encargó a su taller de la corte que creara un manuscrito ilustrado del Hamzanama a principios de su reinado (para entonces tenía unos veinte años), que fue concebido a una escala tan inusualmente grande que demandó catorce años, desde aproximadamente 1562 hasta 1577, en completarse. Además del texto, incluía 1400 miniaturas de Mughal a página completa de un tamaño inusualmente grande, casi todas pintadas sobre tela de algodón de tejido tupido. La obra estaba encuadernada en 14 volúmenes. Después de las primeras páginas, donde se experimentó con varios diseños, un lado de la mayoría de los folios tiene una pintura, de aproximadamente 69 cm x 54 cm de tamaño, realizada en una fusión de estilos persa y mogol. En el otro lado está el texto en persa en escritura Nasta'liq, organizado de manera que el texto esté opuesto a la imagen correspondiente en la mayoría de las aperturas del libro.
El tamaño de la comisión no tenía precedentes y se extendió incluso al enorme taller imperial. Según relatos contemporáneos, se utilizaron una treintena de artistas principales y en total más de cien hombres trabajaron en los diversos aspectos del libro. Según Badauni y Shahnawaz Khan, el trabajo de preparación de las ilustraciones fue supervisado inicialmente por Mir Sayyid Ali y posteriormente por Abdus Samad, posiblemente el primero siendo reemplazado como jefe del taller porque el ritmo de producción era demasiado lento. Después de siete años, solo se completaron cuatro volúmenes, pero el nuevo jefe pudo galvanizar la producción y completar los diez volúmenes en otros siete años, sin ninguna pérdida de calidad. De hecho, "las últimas páginas son las más emocionantes e innovadoras del trabajo".
El colofón de este manuscrito sigue desaparecido. Ninguno de los folios de este manuscrito encontrado hasta ahora está firmado, aunque muchos se han atribuido a diferentes artistas. En comparación con el Tutinama de Akbar, una comisión más pequeña que comenzó y completó mientras la comisión Hamzanama estaba en progreso, el manuscrito muestra una fusión mucho mayor de los estilos de las miniaturas indias y persas. Aunque la elegancia y el acabado pueden parecer más cercanos a las obras persas, el estilo compositivo y el drama narrativo deben más a la tradición india. Entre ellos, estos dos manuscritos son las obras clave en la formación del estilo de la miniatura mogola.
En algún momento bastante temprano, el manuscrito se dispersó y solo sobreviven un poco más de un centenar de pinturas. El grupo más grande de 61 imágenes se encuentra en el Museo de Artes Aplicadas de Viena (Österreichisches Museum für angewandte Kunst o MAK), y el resto se distribuye en muchas colecciones. El Victoria and Albert Museum posee 27 imágenes, compradas en Cachemira, mientras que el Museo Británico y la Colección Khalili de Arte Islámico tienen cada uno una. El MAK organizó en 2009 la exposición GLOBAL: LAB, Art as a Message. Asia y Europa 1500-1700, que mostró toda su participación en Hamzanama. Otras exposiciones recientes dedicadas al manuscrito se han realizado en el Victoria and Albert Museum en 2003 y en 2002/2003 en el Smithsonian en Washington D. C., que se trasladó al Museo de Brooklyn en Nueva York.
Páginas de la copia de Akbar

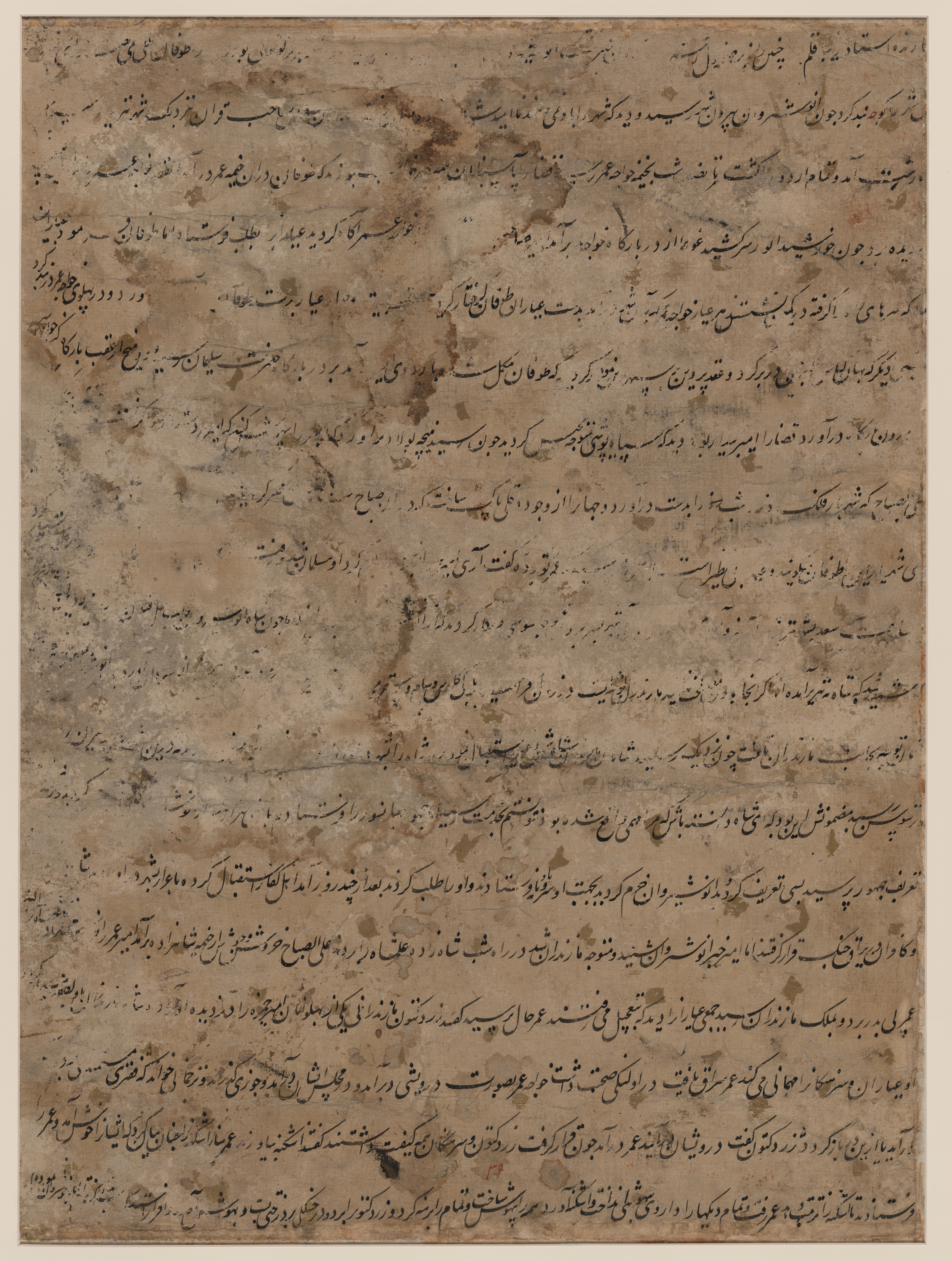
texto en verso (batalla de Mazandaran)
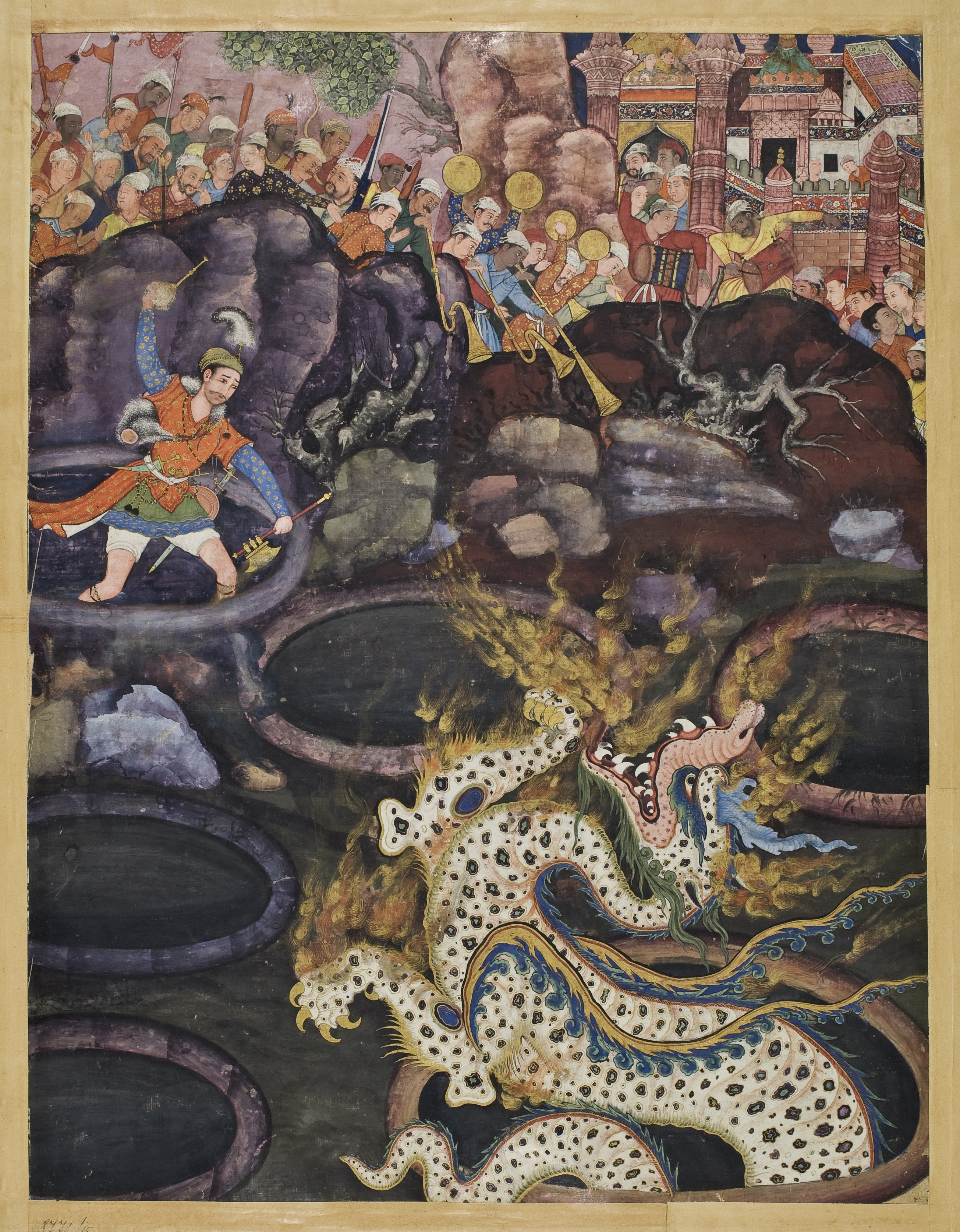
Umar derrota a un dragón, Daswanth
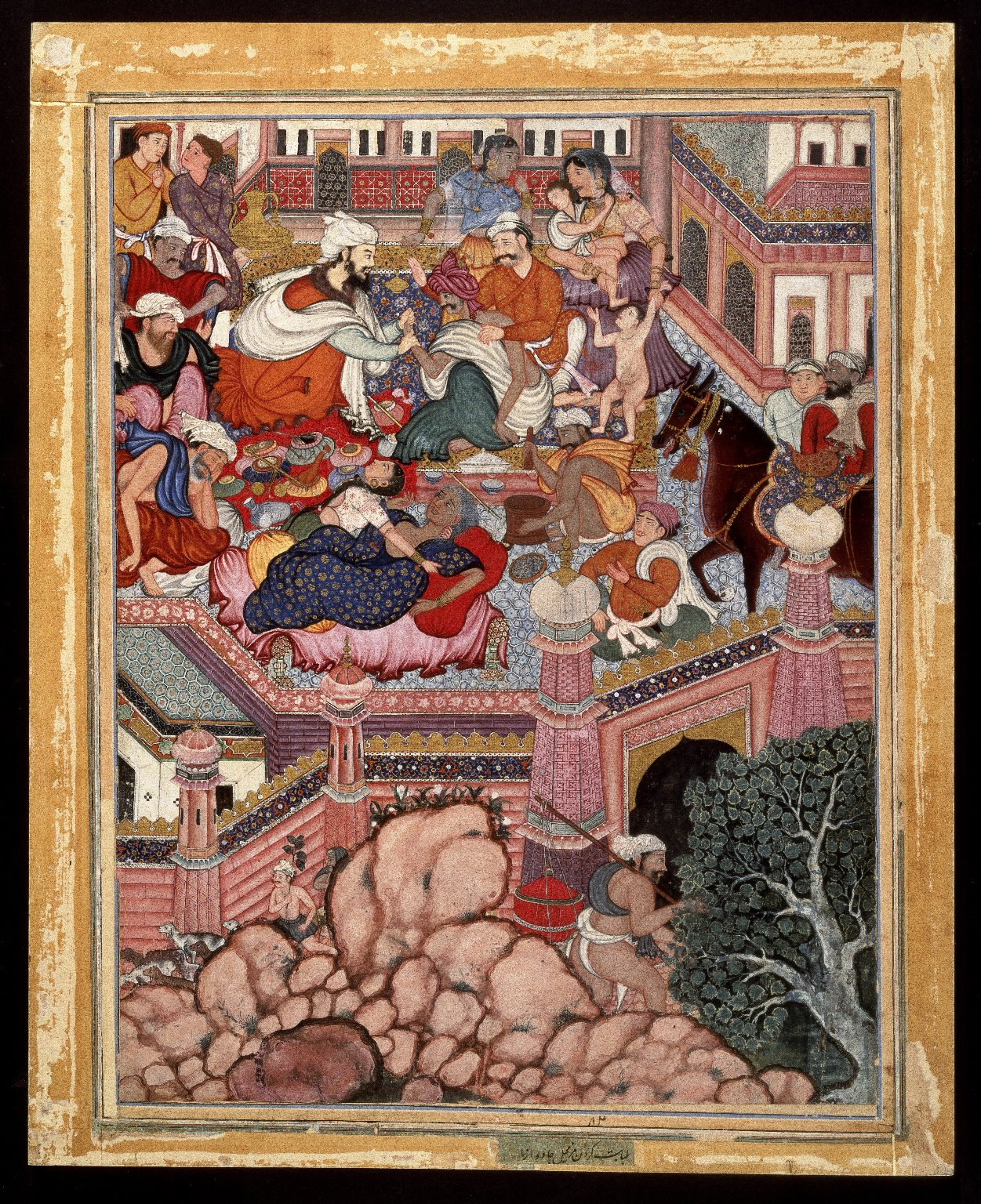
Umar, disfrazado de Mazmahil el Cirujano, practica la charlatanería sobre los hechiceros de Antali, c. 1570.
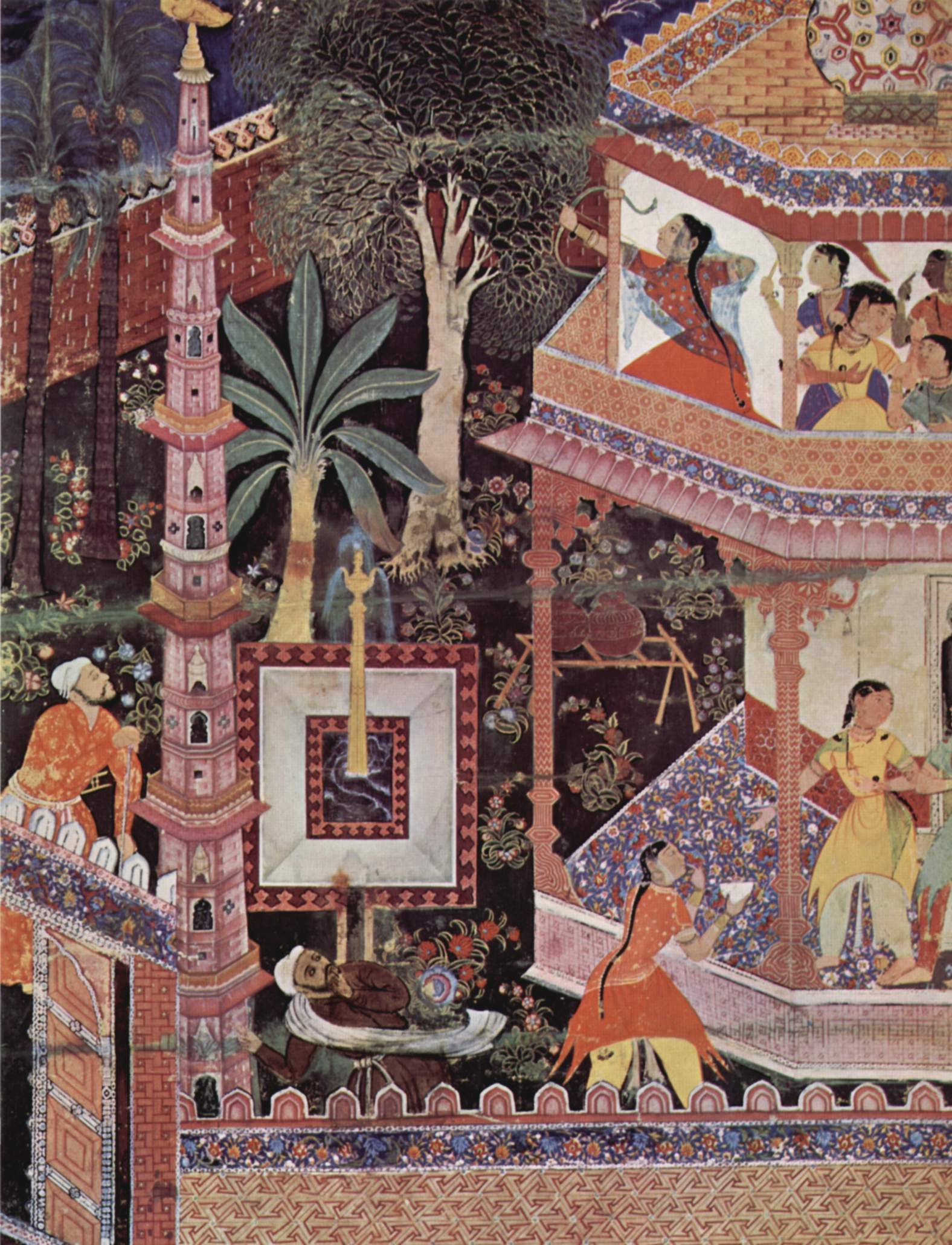
Mihrdukht dispara una flecha a través del anillo.